# جارو

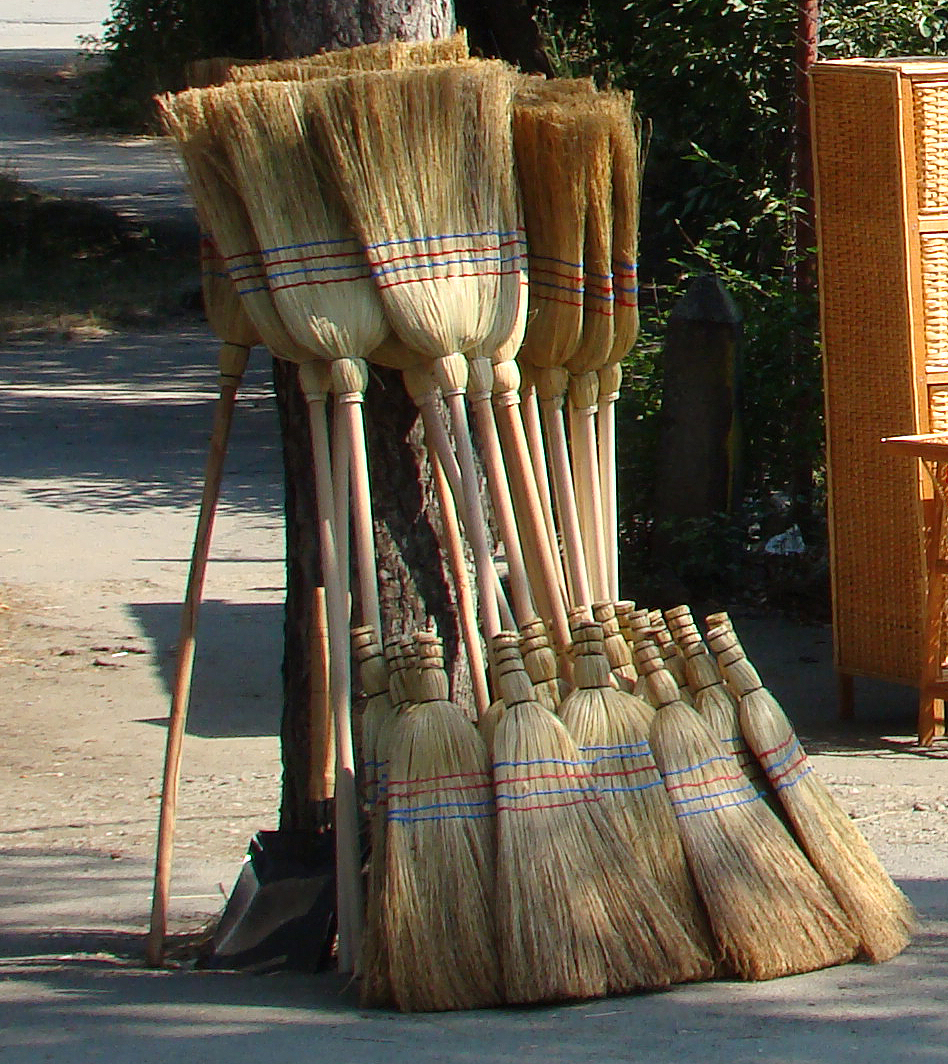
جاروهایی از جنس ارزن و ذرت خوشه‌ای با دسته‌هایی کوتاه و بلند

جارو (به تاجیکی: جاروب) ابزاری برای پاکیزگی است که از تارهای موازی ضخیمی که به یک دسته استوانه شکل وصل شده‌اند تشکیل می‌شود. معمولاً همراه جارو، خاک‌انداز هم استفاده می‌شود. یک جاروی مرغوب باید سرخ رنگ، صاف و کشیده باشد. 
می‌توان جارو ها را به دوطیف «جارو نرم» و «جارو سخت» تقسیم بندی کرد. از جاروهای نرم عمدتا برای جارو کردن دیوارهای دارای تار عنکبوت و «گردگیری» و «غبارروبی» استفاده می‌شود، جارو های سخت برای کارهای خشن تر مانند جارو کشیدن خاک روی پیاده روها یا کف بتونی یا حتی صاف کردن بتن ریخته شده استفاده می‌شود. و جاروی مناسب برای مصارف خانگی باید میان این دو طیف باشد.
بیشتر در استان مازندران و به خصوص در شهر امیرکلا  جارو بافی رواج دارد البته در دیگر مناطق ایران نیز جارو بافی انجام می شود.

## پیشینه
در گذشته، جاروها از شاخه درختان به خصوص درخت خرما در محدوده کنونی استان بوشهر (در زبان محلی پنگاشت نخل) که به یک دسته بسته شده بودند درست می‌شدند. اما امروزه برای تولید تارهای جارو، از مواد مصنوعی استفاده می‌شود. این وسیله در گذر زمان دچار تغییرات بسیاری شده و نوع مدرن و مکانیزه آن نیز طراحی و به تولید رسیده است. هرچند استفاده از نوع دستی آن در ایران، حتی اگر کم‌رنگ‌‌تر از گذشته هم شده باشد، هنوز از میان نرفته است. 

## کشت جارو
بیشترین کشت جارو مربوط به شهرستان میانه در آذربایجان شرقی ا‌ست. جاروبافی در خراسان، سیستان، مازندران و اصفهان رواج زیادی دارد. به دلیل رکود در بازار جارو، بیشتر کشاورزان کاشت برنج (که هم مصرف آب کمتری دارد و هم توجیه اقتصادی بهتری دارد) را با کشت جارو جایگزین کرده‌اند.

## جاروبرقی
دستگاه جاروبرقی نوع پیشرفته و مدرن جارو است و عملیات نظافت را با سرعت و کیفیت بسیار بالاتری از نوع دستی و سنتی آن انجام می‌دهد. اما این دستگاه پیشرفته با وجود قابلیت‌های بسیار زیاد، از چند اصل ساده در عملکرد خود پیروی می کند. اصلی‌ترین آن، مکش از طریق ایجاد یک خلأ نسبی در داخل دستگاه است. هوای داخل مخزن جارو برقی صنعتی توسط یک پمپ مکنده‌ی قوی تا حد زیادی تخلیه می‌شود. در نتیجه فشار داخل مخزن کمتر از فشار محیط شده و مکش اتفاق می‌افتد. به این ترتیب، آلودگی‌ها و گرد و غبار همراه با هوا به داخل مخزن کشیده می‌شوند. در انواع پیشرفته‌تر صنعتی، دستگاه‌های جاروبرقی قابلیت ایجاد مکش بسیار زیادی را داشته و می‌توانند مایعات را نیز در کنار آلودگی‌های جامد بمکند.

## جاروبرقی صنعتی
این دستگاه ها اساس کار کاملا مشابه با نوع خانگی دارند اما به علت مجهز بودن به موتور قدرتمند، پمپ آنها توانایی ایجاد مکش بسیار بالاتری نسبت به نوع خانگی دارد.

## اجزا جاروبرقی صنعتی
مهم ترین اجزاء یک جاروبرقی صنعتی عبارت اند از:

### پمپ مکش
پمپ های مکش دارای انواع متفاوتی اند. پمپ های سانتریفیوژی، ساید چنل، بلید، لوب و ونتوری اگرچه ساختار متفاوتی دارند اما نتیجه ی عملکرد همه ی آنها به ایجاد خلأ در مخزن می انجامد که این اولین و اصلی ترین اقدام در یک جارو برقی است.

### انواع پمپ های مکش
انواع پمپ های مکش در یک جاروبرقی صنعتی به شرح زیر است: 

#### پمپ سانتریفیوژی
این نوع از پمپ ها عموما ارزان تر بوده و هزینه ی نگه داری کمتری دارند، همین طور توان ایجاد خلأ درآنها حدود 25 درصد است و اکثرا در جاروبرقی های خانگی و نیمه صنعتی استفاده می شوند.

#### پمپ های ساید چنل
پمپ های ساید چنل با قابلیت ایجاد خلأ به میزان 40 تا حدود 60 درصد در بازه ی زمانی طولانی تری قابل استفاده بوده و صدای کمتری تولید می کنند و مناسب برای جاروبرقی های صنعتی اند.

#### پمپ های لوب
این پمپ ها با توان ایجاد خلأ تا 80 درصد و همین طور سرعت چرخش و قدرت مکش بالا اکثرا در مکنده های صنعتی مورد استفاده قرار می گیرند.

#### پمپ های بلید
در این پمپ ها توان ایجاد خلأ بسیار بالا و تا حدود 90 درصد است اما این پمپ ها عموما بسیار گران هستند زیرا در تولید آنها دقت بسیار بالایی صورت گرفته پس تهیه ی دستگاهی با این مدل پمپ باید توجیه اقتصادی داشته باشد و در نگه داری از آن نیز دقت کافی به عمل آید.

#### پمپ ونتوری
در این پمپ خلأ براساس اصل ونتوری انجام می شود. این پمپ ها بدون موتور الکتریکی و با کمپرسور هوا عمل می کنند و ضمن برخورداری از قیمتی مناسب ساختار ساده و سبکی دارند.    

### موتور جاروبرقی صنعتی
نیروی مورد نیاز برای عملکرد پمپ از طریق موتور تأمین می گردد. موتور ها در یک جاروبرقی به دو دسته ی الکتریکی و دیزلی تقسیم می شوند. به جاروبرقی با موتور دیزلی مکنده ی صنعتی گفته می شود که قدرت مکش بسیار بالایی داشته و البته آلودگی و صدای بیشتری نیز تولید می کند.
مدل های الکتریکی به دو دسته ی کلکتوری و توربینی تقسیم می شوند، که در نوع کلکتوری برای انتقال حرکت از روتور به شفت استارتر از ذغال به عنوان رسانا استفاده می گردد، در نتیجه ذغال با گذشت زمان داغ شده و امکان استفاده ی مداوم از دستگاه وجود نخواهد داشت به طوری که حداکثر زمان استفاده پیوسته از دستگاه حدود 40 دقیقه است. در مدل توربینی این حرکت از طریق القای الکتریکی انجام می شود در نتیجه امکان استفاده ی مداوم و 24 ساعته از دستگاه وجود دارد.

### فیلتر
از فیلتر ها به طور کل به منظور به دام انداختن گرد وغبار و ذرات ریز  استفاده می شود. اما به طور دقیق تر دو هدف اصلی برای بکارگیری آنها در جاروبرقی صنعتی وجود دارد. اول برای محافظت از موتور و جلوگیری از رسیدن ذرات ریز و سبک به آن و دوم برای جلوگیری از بازگشت دوباره ی ذرات و گرده های ریز به محیط.
فیلترها به دونوع طبقه بندی شده و طبقه بندی نشده تقسیم می شوند، در نوع طبقه بندی نشده از کاغذ یک بار مصرف یا از فیلترهای کیسه ای استفاده میگردد که علاوه بر فیلتر نقش مخزن را هم در سیستم ایفا می کنند. اما فیلتر های طبقه بندی شده، در دو نوع ستاره ای و کارتریجی هستند که براساس قطر کوچکترین ذره ای که می توانند به دام بیاندازند به سه مدل L، M و H دسته بندی می شوند که دقت آنها به ترتیب 3، 1 و 3/0 میکرون می باشد.

## نگارخانه

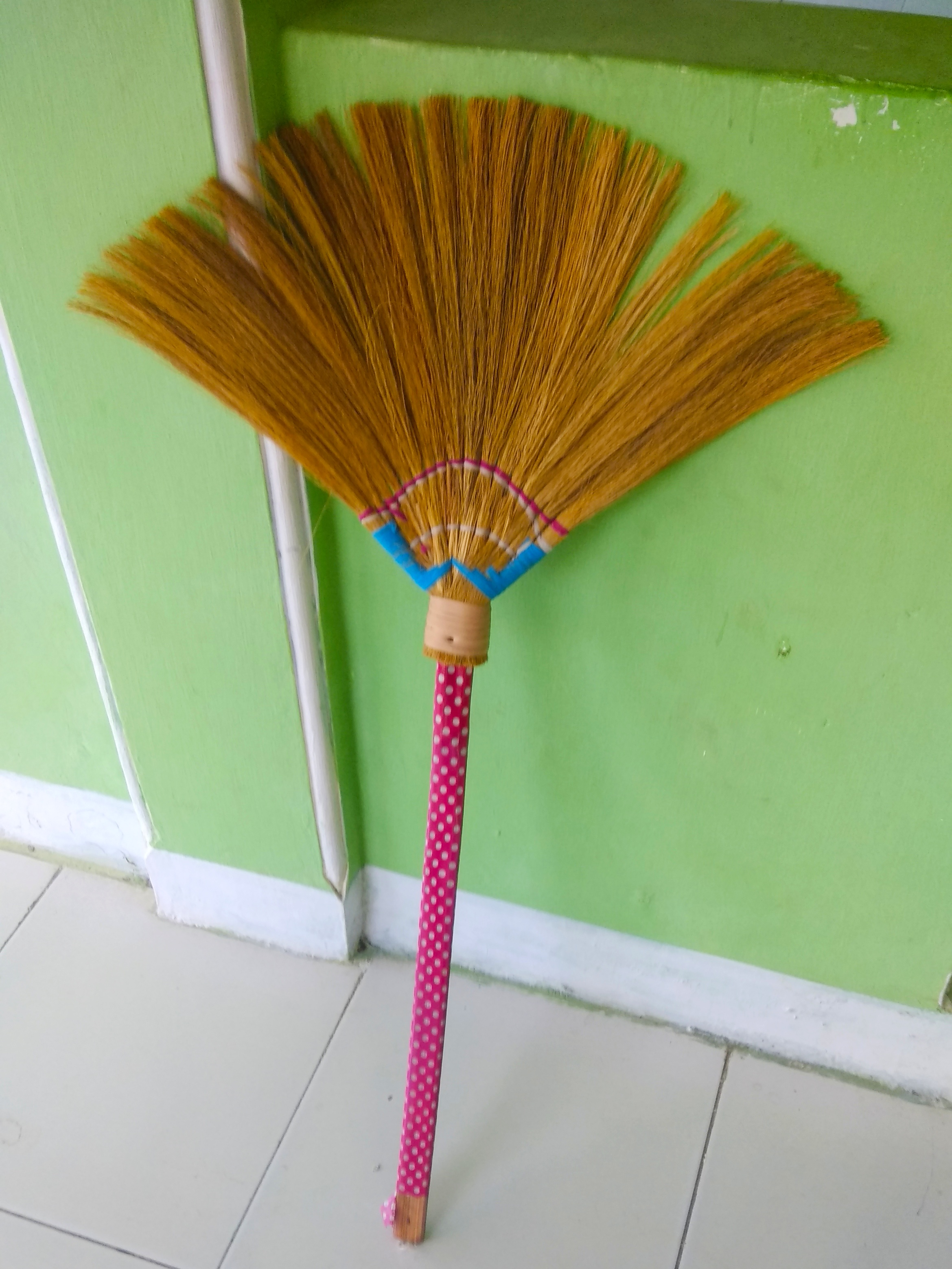
یک جارو نرم مورد استفاده در اندونزی
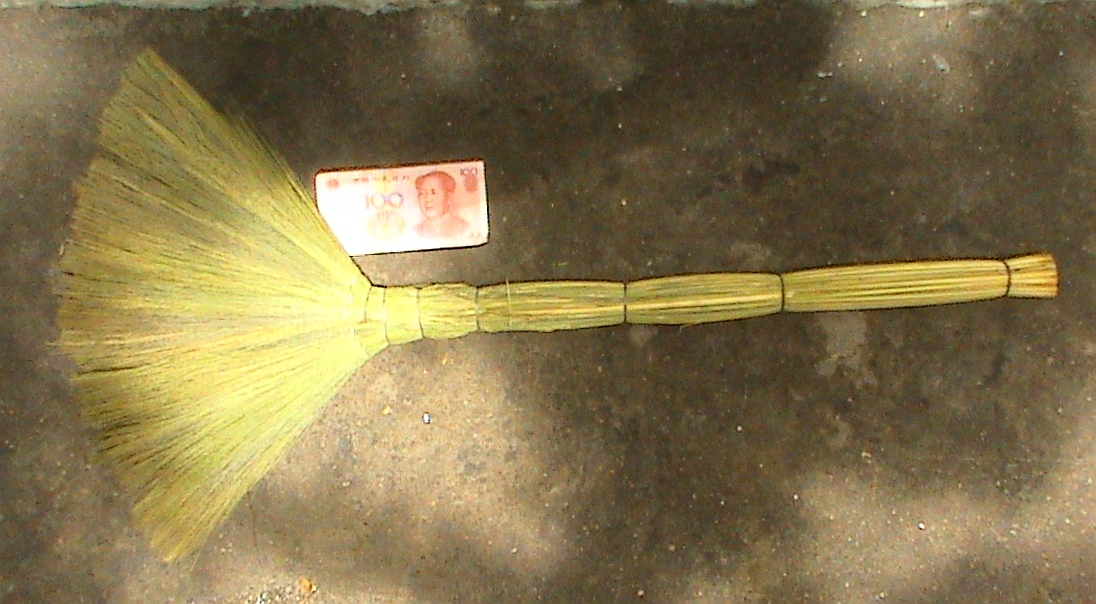
جاروی نرم چینی
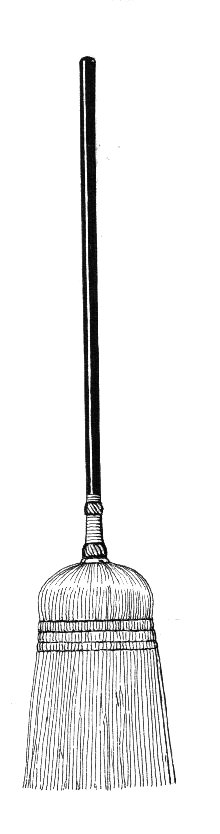
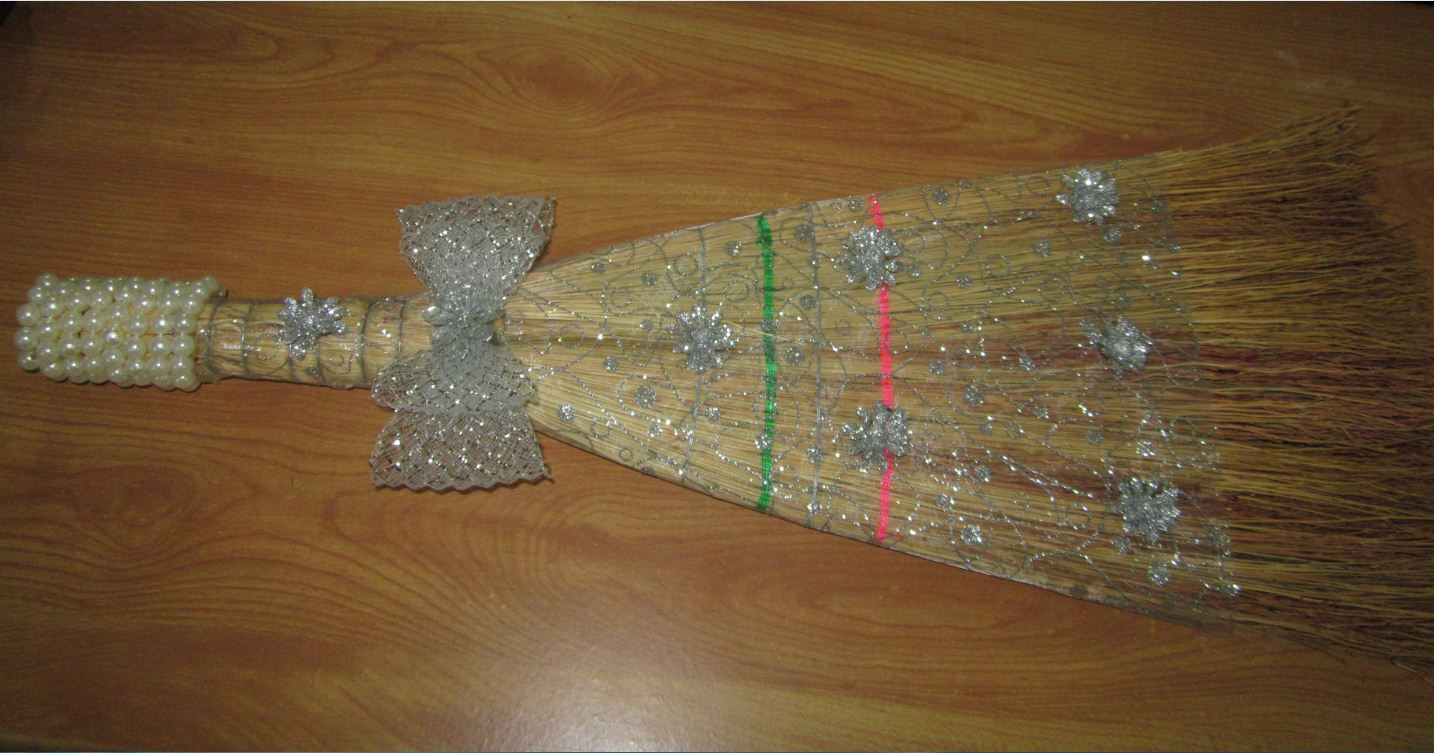
جاروی تزیین شده برای جهاز عروس
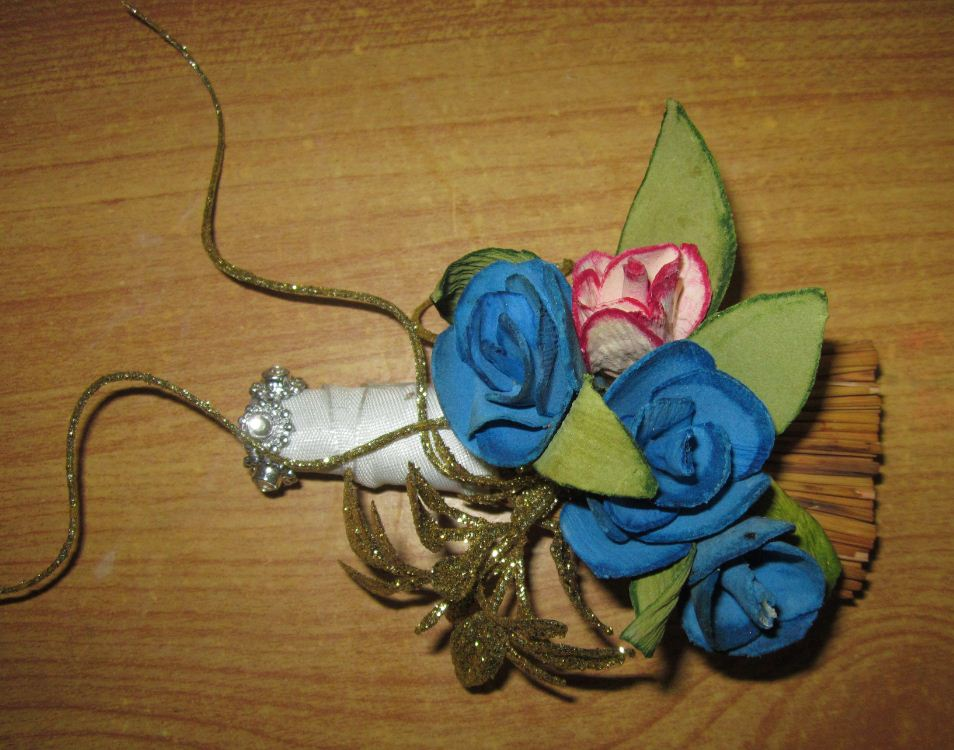
جاروی کوچک تزیینی برای نصب بر روی یخچال یا کابینت فلزی